# Klim (Jammerbugt Kommune)
 For alternative betydninger, se Klim. (Se også artikler, som begynder med Klim)
Klim er en by i Han Herred med 427 indbyggere  (2024), beliggende 3 km øst for Vester Torup, 39 km nordøst for Thisted, 6 km vest for Fjerritslev og 37 km vest for kommunesædet Aabybro. Byen hører til Jammerbugt Kommune og ligger i Region Nordjylland. I 1970-2006 hørte byen til Fjerritslev Kommune.

## Sogn og kirker
Klim hører til Klim Sogn. Klim Kirke ligger i byen. I 1883 blev Klim Valgmenighedskirke opført ½ km syd for sognekirken. Tårnet blev først tilføjet i 1919. Den grundtvigske menighed i Klim havde fra starten samme præst som menigheden omkring Vesløs Valgmenighedskirke, der blev opført i 1911. Begge var oprindeligt frimenigheder, men de blev i 1968 optaget i Folkekirken som Klim-Hannæs Valgmenighed, der består af Klim-kredsen med ca. 390 medlemmer og Hannæs-kredsen med ca. 80 medlemmer.

## Faciliteter
- Thorup-Klim Skole: Der blev i 1892 bygget en ny og større skolebygning  på adr. Klim Strandvej  5 og 7, denne bygning er i 2010 Børnehaven ”Storkereden” Lærer Monrad og Frøken Bech var lærer ved den gamle skole og flyttede med til den nye. Skolebygningen fra 1892, blev til Lærerboliger, da den nuværende skole blev bygget 1957, den nye skolebygningen blev allerede udvidet i 1959, igen i 1986 og 1994. Klim-Thorup Skole fik den 16. juni 1994, tilladelse til at kalde skolen ”Thorup-Klim Skole”. Den har 65 elever, fordelt på 0.-6. klassetrin. Skolen har også børnehave og vuggestue, hvor der er 54 børn.[3]

- Klim Friskole er en grundtvig-koldsk skole, der er grundlagt i 1872. I mange år benyttede man forsamlingshuset fra 1877 som gymnastiksal, men en ny blev bygget i 1965, og der er i flere omgange bygget til skolen. Den har 65-70 elever, fordelt på 0.-9. klassetrin. Skolen har desuden pasningsordningen Fritteren samt børnehave og vuggestue. Skolen har 10 ansatte[4]

- Thorup-Klim Hallen, der blev opført i 1986, benyttes af Thorup-Klim Boldklub til håndbold, indefodbold og volleyball og af Thorup-Klim U&G til gymnastik og badminton. Hallen har springgrav og motionscenter på 200 m².[5]

- Klims nuværende forsamlingshus er bygget i 1954 og totalrenoveret i 2009. Det har en stor sal til 150 personer og to små sale til 25 personer hver. Der er foldedøre mellem salene, så de tilsammen kan rumme 200 personer.

- Hotel og Restaurant Klim Bjerg, der ligger 2½ km nord for byen på en tidligere gård, startede i 1970 som cafeteria. I 2002 blev der opført en værelsesfløj, og i 2014 blev naboejendommen købt som anneks, så hotellet nu råder over 32 værelser.

## Historie

### Fattiggården
Torup-Klim sognekommune købte i 1872 en firlænget gård og indrettede den til fattiggård med en bestyrer, der med fattiglemmernes hjælp skulle drive gården. I gården var der også et ligkapel og en skolestue, hvor der i 1876 var 32 elever. Skolestuen var i brug indtil 1892, hvor der blev bygget ny skole på Klim Strandvej 5-7. Da den nuværende skole blev opført i 1957, blev den gamle i første omgang brugt til lærerboliger, og nu huser den børnehaven Storkereden.
I 1901 havde fattiggården 12 lemmer. I 1905 var det faldet til 8, og gården gav underskud. Så sognerådet solgte jorden fra og omdannede fattiggården til alderdomshjem. I 1921 havde det 15 beboere og 3 ansatte. Det var ældrecenter 1991-2012, hvorefter det blev til institutionen Solgården, som er et botilbud med plads til 9 voksne beboere med nedsat funktionsevne og problemskabende adfærd.

### Klim Kalkovn
I 1875 var der 3 kalkværker i Klim, og flere kom til, bl.a. et på Kobakken vest for byen i 1909. De fleste værker hentede deres råmateriale i et stort brud på Klim Bjerg, der består af limsten og rager 31 m op over havet. Indtil 1925 blev limstenen savet i blokke som byggemateriale, og indtil 1977 blev den brændt, så den kunne bruges til murkalk eller mørtel og til kalkning af huse.
200 m nord for byen ligger Klim Kalkovn, der var i drift til 1976. Den har udstilling om kalkværksdrift og geologi. Den benyttes også til koncerter og kunstudstillinger. Udenfor er der borde, bænke og en shelter. Stedet er udgangspunkt for vandring på Klim Bjerg, der har en meget speciel vegetation pga. den næringsrige undergrund.

### Stationsbyen
I 1901 blev Klim beskrevet således: "Klim, ved Landevejen, med Kirke, Frimenighedskirke med Forsamlingshus (opf. 1877) og Friskole, Dobbeltskole, Fattiggaard for Torup-Klim Komm. (opf. 1873, Plads for 22 Lemmer), Sparekasse for Klim S. og nærmeste Omegn (opr. 9/7 1877...Antal af Konti 567), Sparekasse for Klim-Torup (opr. 5/2 1888...Antal af Konti 143), 2 Møller (Nørre- og Søndermølle), Teglværk og Statstelefon;...Frimenighedskirken er opf. 1883 af den af Præsten S. A. Møller dannede Frimenighed og bestaar af en firkantet Sal med Bræddeloft.". Målebordsbladene viser desuden et jordemoderhus. Det lave målebordsblad fra 1900-tallet viser kalkovne ved stationen.

### Klim Sparekasse
De to sparekasser blev lagt sammen i 1938, og der blev grundlag for at åbne en filial i Vester Torup og den stadigt eksisterende i Øsløs. Klim Sparekasse er en garantsparekasse med ca. 1.100 garanter. Den er nu det eneste selvstændige pengeinstitut i Han Herred.

### Jernbanen
Klim havde station på Thisted-Fjerritslev Jernbane (1904-1969). Stationen havde omløbs- og læssespor, som i 1908 fik et stikspor i den vestlige ende. Der var kvægfold ved læssevejen.
Stationsbygningen er bevaret på Kirkegade 12. Lidt sydøst for byen er knap 1 km af banens tracé bevaret som markvej syd for Thistedvej og parallelt med den.

## Kendte personer
- Jens Clausen (1840-1916), grundlæggeren af Danmarks første husmandsforening. En mindesten er rejst for ham i byen.

## Galleri
- Mindesten for Jens Clausen
- Klim Kalkovn
- Den tidligere stationsbygning
- Klim Sparekasse
- Forsamlingshuset fra 1954
- Institutionen Solkrogen